# Hrabstwo Franklin (Karolina Północna)
Hrabstwo Franklin (ang. Franklin County) – hrabstwo w stanie Karolina Północna w Stanach Zjednoczonych.

## Geografia
Według spisu z 2000 roku obszar całkowity hrabstwa obejmuje powierzchnię 495 mil2 (1282,04 km²), z czego 492 mile2 (1274,27 km²) stanowią lądy, a 3 mile2 (7,77 km²) stanowią wody. Według szacunków United States Census Bureau w roku 2012 miało 61 475 mieszkańców. Jego siedzibą administracyjną jest Louisburg.

### Miasta
- Bunn
- Centerville
- Franklinton
- Louisburg
- Lake Royale (CDP)
- Youngsville